# 大平礼三
大平礼三（日语： Ohira Reizo，1935年3月7日—），日本前男子篮球运动员，毕业于明治大学。他曾代表日本参加1956年夏季奥运会男子篮球比赛，最终队伍获得第十名。